# Независност Шкотске
Независност Шкотске (шкотгел. Neo-eisimeileachd na h-Alba) појам је Шкотске као суверене државе, независне од Уједињеног Краљевства, а односи се на политички покрет који води кампању да то и оствари.
Шкотска је била независна краљевина кроз средњи век и водила је ратове да би одржала своју независност од Енглеске. Два краљевства су спојена у персоналној унији 1603. године када је шкотски краљ Џејмс  постао Џејмс I од Енглеске, а два краљевства су се 1707. политички ујединила у једно краљевство под називом Велика Британија. Политичке кампање за самоуправу Шкотске почеле су у 19. веку, у почетку у облику захтева за владавину домова у Уједињеном Краљевству. Два референдума о децентрализацији одржана су 1979. и 1997. године, а децентрализовани Шкотски парламент успостављен је 1. јула 1999. године.
Шкотска национална странка која се залаже за независност први пут је постала владајућа странка децентрализованог парламента 2007. године и освојила потпуну већину мандата на изборима за Шкотски парламент 2011. године. Ово је довело до споразума између шкотске и британске владе о одржавању референдума о независности Шкотске 2014. Бирачи су упитани: „Да ли Шкотска треба да буде независна држава?” „Да” је одговорило 44,7 одсто бирача, а „не” 55,3 одсто, уз рекордну излазност бирача од 85 одсто.
Предложен је други референдум о независности, посебно након што је становништво Уједињеног Краљевства изгласало повлачење из Европске уније на референдуму у јуну 2016. и пошто су странке које се залажу за независност повећале своје присуство на изборима за Шкотски парламент 2021. године. У јуну 2022. Никола Стерџон је предложила датум 19. октобар 2023. за нови референдум о независности Шкотске, под условом да се потврди његова легалност и уставност. У новембру 2022. Врховни суд Уједињеног Краљевства одлучио је да Шкотски парламент нема овлашћења да доноси законе за други референдум.